# سولیسواویتسه (استان اشوی‌داشکسیه)
سولیسواویتسه (به لهستانی: Sulisławice) یک منطقهٔ مسکونی در لهستان است که در گمینا وونگوو واقع شده‌است. سولیسواویتسه ۴۳۰ نفر جمعیت دارد.